# Urung Barat
Urung Barat is een bestuurslaag in het regentschap Karimun van de provincie Riau-archipel, Indonesië. Urung Barat telt 2.366 inwoners (volkstelling 2010).